# مصطفی لطفی المنفلوطی
مصطفی لُطفی المَنفِلوطی (عربی: مصطفى لطفي بن محمد لطفي بن حسن لطفي؛ زاده: ۳۰ دسامبر ۱۸۷۶ – درگذشته: ۲۵ ژوئیهٔ ۱۹۲۴) ادیب و شاعر مصری در آفرینش و ادبیات، منحصر به فرد با سبک خاص در مقالاتش، شعرهای خوبی می‌سرود، ترجمه‌های بسیاری را نقل قول کرده و از برخی رمان‌های ادبیات فرانسوی نقل قول کرده‌است و متون عربی آن بسیار چشمگیر است. او مسلط به زبان فرانسوی نبود بیشتر از دوستانش برای ترجمه رمانهایش استفاده می‌کرد.

## زندگی‌نامه
مصطفی لطفی در سال ۱۸۷۶ از پدر مصری و مادر ترکیه‌ای در شهر منفلوط مصر به دنیا آمد. منفلوط یکی از شهرستانها از استان اسیوط هست. پدرش او را به مسجد الازهر تحت نظارت رفقای خود برای فراگیری قرآن فرستاد.
در سه سال از اقامت خود در الازهر شروع به پاسخ دادن به تمایلات واضح و روشن ادبی کرد، او کتاب میراث فرهنگی در عصر طلایی بجا گذاشت. این یک دستاورد ادبی سخت، سطح بالا برای وی بود.

## آثار
مهمترین آثار او عبارتند از:
- مجموعه‌ای از مقاله‌ها در ادبیات اجتماعی ، انتقاد، سیاست و اسلام‌گرایی و همچنین مجموعه‌ای از داستان‌های کوتاه که منتشر شده یا ارسال شده، همه در روزنامه‌ها منتشر شده‌است.
- پنج داستان از اعراب منفلوتی: کشته‌شدگان، سالگرد، مجازات، قربانی ، انتقام. این کتاب در سال ۱۹۱۶ چاپ شده و باقر المغلیب الطیبریزی ترجمه شده‌است. این کتاب با عنوان قطره‌های اشک به فارسی ترجمه شده‌است.
- رمان شاعر سروان د برگراک در سال ۱۹۲۱ به همین نام از نویسنده ادبیات ادومونت روستان منتشر شد؛ که به زبان فرانسوی ترجمه شده‌است رمان غاده آلاچیق نویسنده فرانسوی الکساندر دوما.
- کتاب سخنرانیهای منفلوتی که گروهی از سیستمها و انقلاب اعراب در حال حاضر و گذشته خود است. آن را برای دانش آموزان مدارس خود جمع‌آوری کرد و تنها در یک بخش از مجلات علمی چاپ شد..